# Амброжев
Амброжев (пол. Ambrożew) — село в Польщі, у гміні Ґура-Свентей-Малґожати Ленчицького повіту Лодзинського воєводства.
Населення — 309 осіб (2011).
У 1975-1998 роках село належало до Плоцького воєводства.

## Демографія
Демографічна структура станом на 31 березня 2011 року:
|          | Загалом | Допрацездатний вік | Працездатний вік | Постпрацездатний вік |
| -------- | ------- | ------------------ | ---------------- | -------------------- |
| Чоловіки | 154     | 34                 | 102              | 18                   |
| Жінки    | 155     | 33                 | 87               | 35                   |
| Разом    | 309     | 67                 | 189              | 53                   |